# Murzuque (distrito)
Murzuque (em árabe: مرزق‎; romaniz.: Murzuq/Murzuk) é um distrito da Líbia. Foi criado em 1983 e segundo o censo de 1987, havia 42 294 residentes. Em 1995, havia 45 200 residentes e tinha área de 350 000 quilômetros quadrados. Em 2001, durante nova reforma, contabilizou-se 52 368 residentes. Após a reforma de 2002, possui uma zona costeira no mar Mediterrâneo e faz divisa no interior com a região de Borcu-Enedi-Tibesti no Chade ao sul e a região de Agadez no Níger no sudoeste, e os distritos de Gate a oeste, Uádi Alhaiate e Seba de noroeste, Jufra ao norte e Cufra a leste.
Segundo censo de 2012, a população era de 81 791 pessoas, das quais 78 564 eram líbios e 3 227 não líbios. O tamanho médio das famílias líbias era 5.77, enquanto o tamanho médio das não líbias era de 4,17. Há no total 14 860 famílias no distrito, com 14 029 sendo líbias e 831 não líbias. Em 2012, cerca de 357 indivíduos morreram no distrito, dos quais 257 eram homens e 100 eram mulheres.

## Localidades do distrito
- Al Budayr
- Al Funqul
- Al Ḫanabah
- Az Zaytunah
- Dulaym
- Haje Hajil
- Maguah
- Majdul
- Medrusa
- Meseguim
- Murzuque
- Qauat
- Talibe
- Tarbu
- Tasauah